# テンペスト (シェイクスピア)

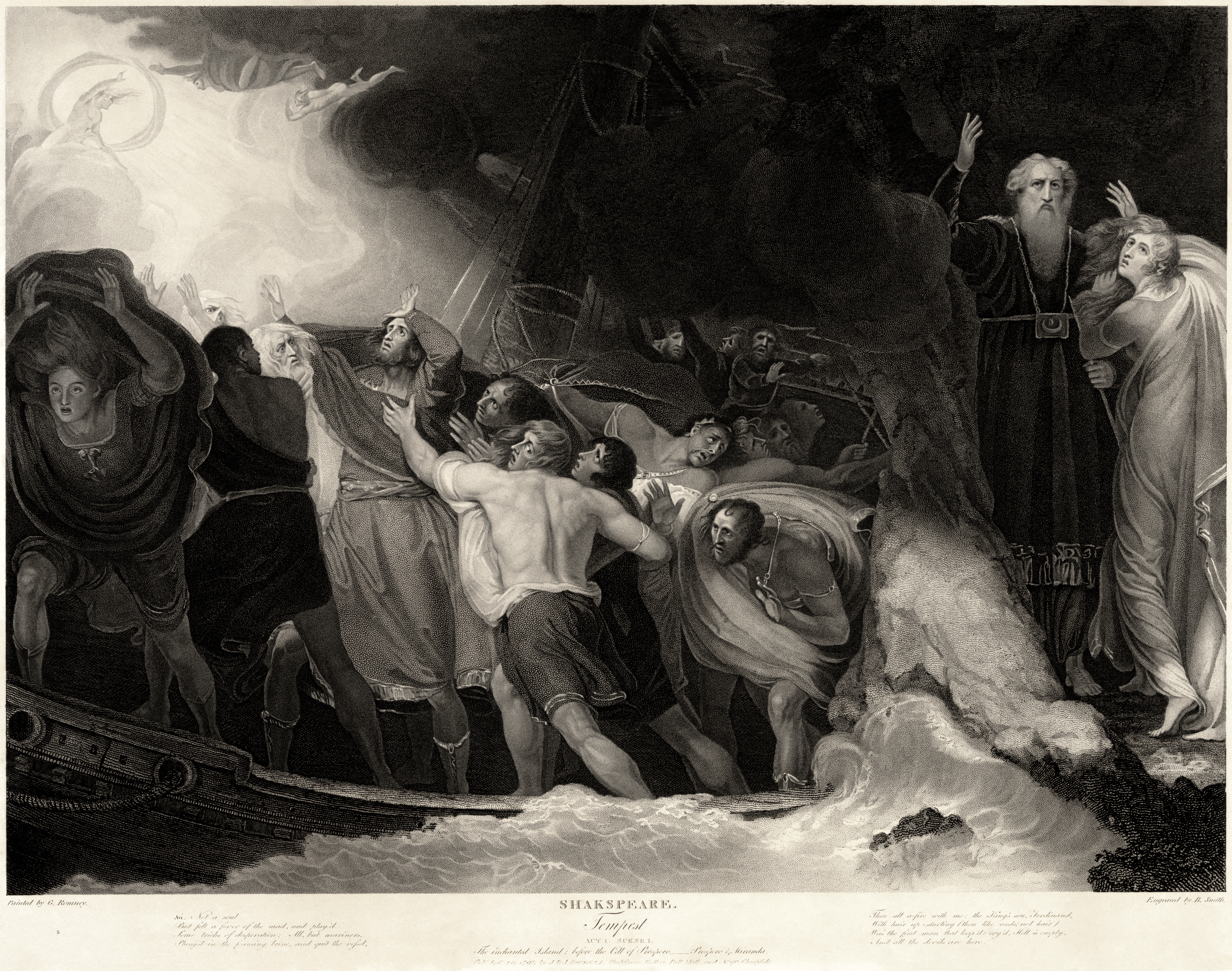
ジョージ・ロムニー画の第1幕第1場。

『テンペスト』（英: The Tempest）は、英国の劇作家ウィリアム・シェイクスピア作の戯曲。「テンペスト」は「嵐」を意味し、日本では『あらし』の題名でも上演される。シェイクスピア単独の執筆としては最後の作品と言われる。
シェイクスピアが書いた中でも人気の高い作品で、2012年のロンドン・オリンピック開会式では、物語の舞台となる魔法の島を模したセットで作品の一部が朗読されるなど重要な役割を果たした。

## あらすじ

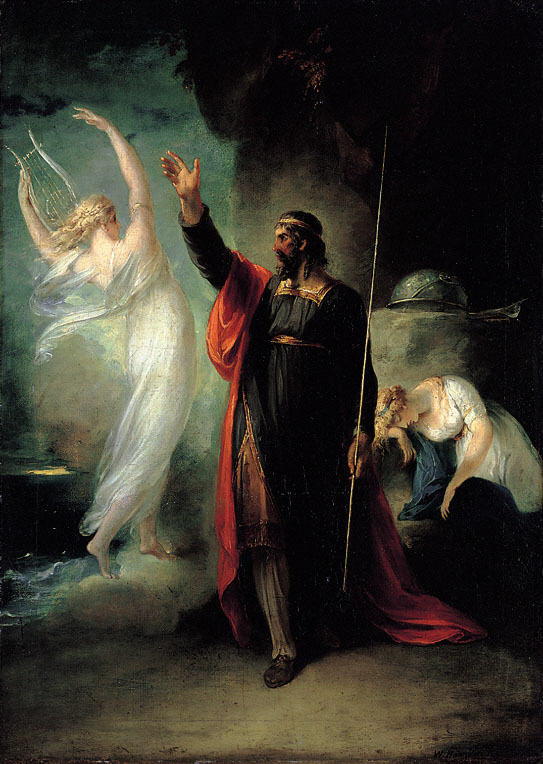
プロスペローとエアリエル
（画）ウィリアム・ハミルトン

ナポリ王アロンゾー、ミラノ大公アントーニオらを乗せた船が大嵐に遭い難破、一行は絶海の孤島に漂着する。その島には12年前にアントーニオによって大公の地位を追われ追放された兄プロスペローとその娘ミランダが魔法と学問を研究して暮らしていた。船を襲った嵐はプロスペローが復讐のため手下の妖精エアリエルに命じて用いた魔法（歌）の力によるものだった。
王の一行と離れ離れになったナポリ王子ファーディナンドは、プロスペローの思惑どおりミランダに出会い、2人は一目で恋に落ちる。プロスペローに課された試練を勝ち抜いたファーディナンドはミランダとの結婚を許される。
一方、更なる出世を目論むアントーニオはナポリ王の弟を唆して王殺害を計り、また島に棲む怪物キャリバンは漂着したナポリ王の執事と道化師を味方につけプロスペローを殺そうとする。しかし、いずれの計画もエアリエルの力によって未遂に終わる。
魔法によって錯乱状態となるアロンゾー一行。だが、プロスペローは更なる復讐を思いとどまり、過去の罪を悔い改めさせて赦すことを決意する。和解する一同。王らをナポリに送り、そこで結婚式を執り行うことになる。
魔法の力を捨てエアリエルを自由の身にしたプロスペローは最後に観客に語りかける。「自分を島にとどめるのもナポリに帰すのも観客の気持ち次第。どうか拍手によっていましめを解き、自由にしてくれ」と。

### 主要登場人物
プロスペロー
前ミラノ大公
ミランダ
プロスペローの娘
エアリエル
空気の精
キャリバン
島に住む怪獣
アロンゾー
ナポリ王
セバスチャン
王の弟
ファーディナンド
王の息子
アントーニオ
ミラノ大公、プロスペローの弟
ゴンザーロー
ナポリ王の顧問官
| 主人公親子 12年前に漂着          | 主人公親子 12年前に漂着          | 島の住人等                       | 島の住人等                       | 島の住人等                       | 島の住人等          | 他 嵐で漂着                            | 他 嵐で漂着                            | 他 嵐で漂着                            |                                         |                                        |
|                                  |                                  |                                  |                                  |                                  |                     |                                        |                                        |                                        |                                         |                                        |
|                                  |                                  | 妖精 エアリエル                  | 妖精 エアリエル                  | 妖精 エアリエル                  | ←幽閉               | 魔女 シコラクス (故人)                 | 魔女 シコラクス (故人)                 | →信仰                                  | 神 セティボス                           |                                        |
|                                  |                                  | 妖精 エアリエル                  | 妖精 エアリエル                  | 妖精 エアリエル                  |                     | ↑ 母子 ↓                               | ↑ 母子 ↓                               |                                        | ↑ 信仰 ↑                                |                                        |
|                                  |                                  | 妖精 エアリエル                  | 妖精 エアリエル                  | 妖精 エアリエル                  | ←筒抜け             | 怪物 キャリバン                        | 怪物 キャリバン                        | 怪物 キャリバン                        | 怪物 キャリバン                         |                                        |
|                                  |                                  | ↑ 救出 酷使 ↑                    | ↓ うんざり ↓                     | ↓ うんざり ↓                     |                     | 怪物 キャリバン                        | 怪物 キャリバン                        | 怪物 キャリバン                        | 怪物 キャリバン                         |                                        |
| 主人公 元ミラノ大公 プロスペロー | 主人公 元ミラノ大公 プロスペロー | 主人公 元ミラノ大公 プロスペロー | 主人公 元ミラノ大公 プロスペロー | 主人公 元ミラノ大公 プロスペロー | →島掠取 ←復讐       | 怪物 キャリバン                        | 怪物 キャリバン                        | 怪物 キャリバン                        | 怪物 キャリバン                         |                                        |
| ↑ 父娘 ↓                         |                                  | ↑ 追放 ↑                         | ↑ 兄弟 ↓                         | ↓ 復讐 ↓                         |                     |                                        |                                        |                                        | ↑ 結託 ↓                                |                                        |
| 娘 ミランダ                      | →叔父 ←姪                        | 現ミラノ大公 アントーニオ        | 現ミラノ大公 アントーニオ        | 現ミラノ大公 アントーニオ        | →教唆               | ナポリ王弟 セバスティアン              | ナポリ王弟 セバスティアン              |                                        | 執事 ステファノー 道化師 トリンキュロー |                                        |
| 娘 ミランダ                      |                                  | ↑ 結託 ↓                         |                                  | ↓ 害意 ↓                         |                     | ↑ 兄弟 ↓                               | ↓ 出来心 ↓                             |                                        | 執事 ステファノー 道化師 トリンキュロー |                                        |
| 娘 ミランダ                      |                                  | ナポリ王 アロンゾー              | ナポリ王 アロンゾー              | ナポリ王 アロンゾー              | ナポリ王 アロンゾー | ナポリ王 アロンゾー                    | ナポリ王 アロンゾー                    | →臣下 ←領主                            | 執事 ステファノー 道化師 トリンキュロー |                                        |
| ↑ 恋人 ↓                         |                                  | ↑ 父子 ↓                         | ↑ 父子 ↓                         | ↑ 父子 ↓                         |                     | ↑ 領主 ↑                               | ↓ 臣下 ↓                               |                                        |                                         |                                        |
| ナポリ王子 ファーディナンド      | ナポリ王子 ファーディナンド      | ナポリ王子 ファーディナンド      | ナポリ王子 ファーディナンド      | ナポリ王子 ファーディナンド      |                     | ナポリ貴族 フランシスコー エイドリアン | ナポリ貴族 フランシスコー エイドリアン | ナポリ貴族 フランシスコー エイドリアン | ナポリ貴族 フランシスコー エイドリアン  | ナポリ貴族 フランシスコー エイドリアン |

## 執筆の背景
『テンペスト』の初演日は確実にはわかっていないが、1611年11月1日に宮廷で上演されており、これが現在残っている最初の上演記録である。1623年に出版されたファースト・フォリオの最初に収録されている。直接の出典は特定されていないが、1609年にバミューダ諸島沖で英国の船が遭難した事件や、またモンテーニュのエッセイ「人喰い人種について」などからの影響が指摘されている。

## 解釈
シェイクスピア作品の一部を特に「ロマンス劇」と呼ぶことがあり、この『テンペスト』はその代表作の一つに数えられる。「ロマンス」は恋愛ものの劇という意味ではなく、現実離れした空想譚を指し、もとはロマンス語（イタリア語やフランス語など）で書かれた中世の荒唐無稽な物語を指す言葉だった。シェイクスピア研究者のエドワード・ダウデンが考案した用語で、シェイクスピアは魔法のような人知を超えた力が重要な役割を果たす「ロマンス劇」を晩年に連続して執筆している。
またプロスペローに服従している醜い獣「キャリバン」は、復讐から和解・解放へいたる物語のなかで人々からあざけられつづけ誰からも許されることがないため、西洋文明と植民地の関係を象徴する存在として、近年の文学研究で大きな注目を集める存在となっている。
時間と場所と筋の統一を主張する古典主義のいわゆる「三一致の法則」を守ったシェークスピア唯一の戯曲である。

## 有名な台詞
- ファーディナンドとミランダ（第5幕）

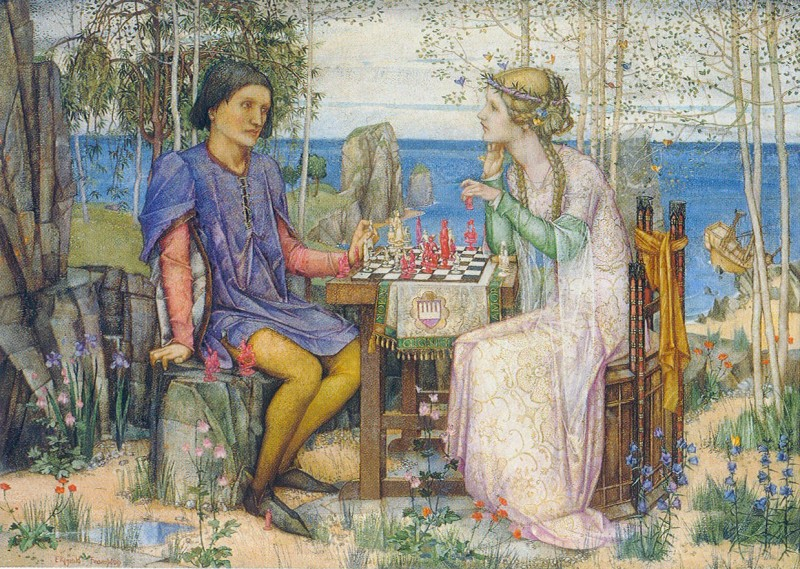
ファーディナンドとミランダ（第5幕）
（画）Edward Reginald Frampton

（画）Edward Reginald Frampton「この大地にあるものはすべて、消え去るのだ。そして、今の実体のない見世物が消えたように、あとには雲ひとつ残らない。私たちは、夢を織り成す糸のようなものだ。そのささやかな人生は、眠りによって締めくくられる[12]」("Yea, all which it inherit, shall dissolve, and, like this insubstantial pageant faded, leave not a rack behind. We are such stuff as dreams are made on; and our little life Is rounded with a sleep."（第4幕第1場、プロスペローの言葉。いずれすべては消え去るという諦観が『ハムレット』に共通するとも言われる[11]）

- 「だが、この荒々しい魔法の力を私は今日限り捨てよう[12]」（"But this rough magic I here abjure."）（第5幕第1場、事を成就させたプロスペローの独白。『テンペスト』がシェイクスピア単独の執筆としては最後の作品となったため、これがシェイクスピア自身の絶筆宣言などと解釈されることがある[13]）

- 「まあ、不思議！ここにはなんて多くのすてきな人たちがいることでしょう！人間ってなんて美しいのでしょう！ああ、すばらしき新世界、こんなに人がいるなんて[12]」（"O, wonder, how many goodly creatures e there here! How beauteous mankind is! O brave new world, that has such people in'it!")（第5幕第1場、生まれて初めて大勢の人間を目にしたミランダの言葉。オルダス・ハックスレーの小説 『すばらしい新世界』の題名はここから取られている[11]）

## 日本語訳
- 「テムペスト（颶風）」坪内逍遥訳 早稲田大学出版部 1915
- 「テムペスト」奈倉次郎・沢村寅二郎譯註 三省堂 1917
- 「あらし」豊田實訳 岩波文庫 1950
- 「大嵐」沢村寅二郎訳註 研究社出版 1950
- 「あらし」福田恆存訳 新潮社 1965 のち新潮文庫
- 「あらし」和田勇一訳「世界文学大系 第75 (シェイクスピア 第2)」筑摩書房 1965
- 「テンペスト」小田島雄志訳 白水社 1975 のち白水Uブックス
- 「あらし」大山俊一訳 旺文社文庫 1980
- 「あらし」工藤昭雄訳「世界文学全集 5 (シェイクスピア)」集英社 1981
- 「テンペスト」木下順二訳「世界文学全集 9」講談社 1983 /「シェイクスピア8」講談社 1989
- 「テンペスト」松岡和子訳 ちくま文庫 2000
- 「あらし」杉本明訳 晃洋書房 2003
- 「嵐」大場建治訳 研究社 2010
- 「新訳 テンペスト」河合祥一郎訳 角川文庫 2024

## 映画化作品[14]
| 題名             | 邦題             | 公開年 | 監督              | 形態 | 制作国     | そのほか |
| ---------------- | ---------------- | ------ | ----------------- | ---- | ---------- | --- |
| The Tempest      | （日本未公開）   | 1908   | Percy Stow        | 映画 | 英         | |
| The Tempest      | （日本未公開）   | 1921   | Robert N. Bradury | 映画 | 米         | |
| The Tempest      | （日本未公開）   | 1939   | Dallas Bower      | 映画 | 英         | |
| Forbidden Planet | 禁断の惑星       | 1956   | Frank M. Wilcox   | 映画 | 米         | 『テンペスト』を翻案したＳＦ映画                                                                                |
| The Tempest      | （日本未公開）   | 1960   | George Schafer    | ＴＶ | 米         | |
| The Tempest      | テンペスト       | 1979   | Derek Jarman      | 映画 | 英         | デレク・ジャーマン監督、ヒースコート・ウィリアムズ主演。                                                        |
| The Tempest      | テンペスト       | 1980   | John Gorrie       | ＴＶ | 英         | ジョン・ゴリー監督、マイケル・ホーダーン主演。BBCによるシェイクスピア全作品テレビドラマ化シリーズ (en) の一本。 |
| The Tempest      | テンペスト       | 1981   | Paul Mazursky     | 映画 | 米         | ポール・マザースキー監督、ジョン・カサヴェテス、ジーナ・ローランズ出演。                                        |
| The Tempest      | （日本未公開）   | 1985   | William Woodman   | 映画 | 米         | |
| Prospero’s Books | プロスペローの本 | 1991   | Peter Greenaway   | 映画 | 仏・伊・蘭 | ピーター・グリーナウェイ監督、ジョン・ギールグッド主演。本作品をアレンジした映画                                |
| The Tempest      | （日本未公開）   | 1998   | Jack Bender       | ＴＶ | 米         | |
| The Tempest      | テンペスト       | 2010   | Julie Taymor      | 映画 | 米         | ジュリー・テイモア監督、ヘレン・ミレン主演。主人公のプロスペローをプロスペラという女性に置き換えている。        |
| The Tempest      | （日本未公開）   | 2014   | Jeremy Herrin     | 映画 | 英         | |

## 関連作品

### 音楽
- ベートーヴェンのピアノソナタ第17番は『テンペスト』の通称を持つ。これはベートーヴェンが弟子のシントラーにこの曲の解釈について質問された際に「シェイクスピアの『テンペスト』を読め」と返答したという逸話に由来する。
- チャイコフスキーはシェイクスピア劇を題材に3曲の「幻想序曲」を作曲しており、その一曲が『テンペスト』である。
- シベリウスはこの戯曲のために付随音楽を作曲している。後にその中から序曲と2つの組曲が演奏会用に編まれた。

### そのほか
- 未来世紀シェイクスピア  - 本作品をアレンジしたテレビドラマ。
- ブックオブウォーターマークス - 本作品の設定をベースに制作されたアドベンチャーゲーム。
- サンドマン - ニール・ゲイマンによるコミック。最終話 The Tempest が本作品を主題にしている。
- 禁断の惑星 - 1950年代SF映画の中でも傑作と評され、現代SF映画の祖とされる。登場人物や孤立した舞台が本作と類似しており、プロットにも一部に本作と対応する部分があるため、大まかな意味での翻案と見做されている。

## 注
1. ↑  “London 2012: How Shakespeare's Tempest shapes the ceremonies” (英語). BBC News. (2012年1月27日) 2021年6月13日閲覧。
2. ↑  “The London 2012 Summer Olympics” (英語). MIT Global Shakespeares. 2021年6月13日閲覧。
3. ↑  菊地, 善太「『テンペスト』の一考察　プロスペローの学問」（PDF）『日本大学大学院総合社会情報研究科紀要』、日本大学、2006年、159-169頁、2018年8月21日閲覧。 NAID 40015432943
4. ↑  菊地, 善太「『テンペスト』 における魔法に変容する音楽　Music Transformed to Magic in The Tempest」（PDF）『融合文化研究』、国際融合文化学会、2005年、2018年8月21日閲覧。
5. ↑  “Stage History | The Tempest | Royal Shakespeare Company” (英語). www.rsc.org.uk. 2023年9月10日閲覧。
6. ↑  “The Tempest | Play | New National Theatre, Tokyo”. www.nntt.jac.go.jp.  新国立劇場. 2023年9月10日閲覧。
7. 1 2  "William Shakespeare, The Tempest: Reader Response * New Historicism * Postcolonial Studies." Blackwell Guides to Literature: The Blackwell Guide to Literary Theory, Gregory Castle, Wiley, 1st edition, 2007.
8. ↑  "William Shakespeare, The Tempest." Blackwell Guides to Literature: The English Renaissance 1500-1620, Andrew Hadfield, Wiley, 1st edition, 2000.
9. 1 2  Cook, James Wyatt. "The Tempest." Encyclopedia of Renaissance Literature, James Wyatt Cook, Facts On File, 2nd edition, 2014.
10. ↑  Vaughan, Aldent T. and Virginia Mason Vaughan. Shakespeare's Caliban: A Cultural History, Cambridge University Press, 1991
11. 1 2 3  Bigliazzi, Silvia and Losanna Calve eds. Revisiting The Tempest:The Capacity to Signify, Palgrave Macmillan, 2014.
12. 1 2 3  河合祥一郎『あらすじで読むシェイクスピア全作品』（祥伝社、2007）
13. ↑  Hopkins, Lisa. Shakespeare's The Tempest: the Relationship between Text and Flm, London: Methuen Drama, 2008.
14. 1 2  Rothwell, Kenneth S. A History of Shakespeare on Screen: A Century of Film and Television, 2nd ed., Cambridge University Press, 2004.
15. ↑  Vaughan, Aldent T. and Virginia Mason Vaughan. Shakespeare's Caliban: A Cultural History, Cambridge University Press, 1991, p. 204.
16. ↑  Lisa Hopkins. Shakespeare's The Tempest : the relationship between text and film, London: Methuen Drama, 2008.

## 関連文献
- Bigliazzi, Silvia and Losanna Calve eds. Revisiting The Tempest:The Capacity to Signify, Palgrave Macmillan, 2014.
- Cochran, Peter. Small-Screen Shakespeare, Cambridge Scholars Publishing, 2013.
- Hopkins, Lisa. Shakespeare's The Tempest : the Relationship between Text and Flm, London: Methuen Drama, 2008.
- Jackson, Russell. The Cambridge Companion to Shakespeare on Screen, Cambridge University Press, 2020.